# Малипьеро, Паскуале

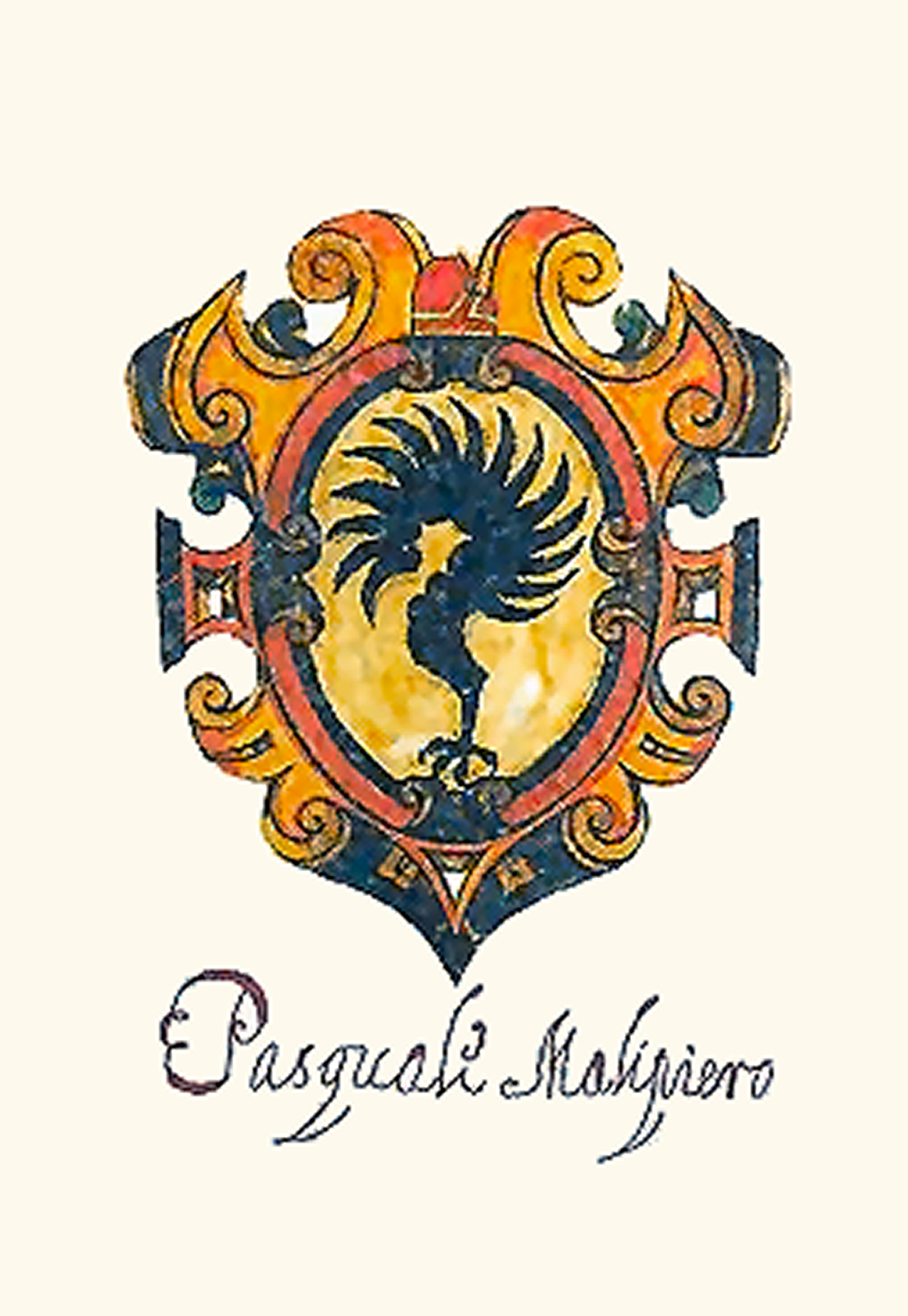
Герб дожа

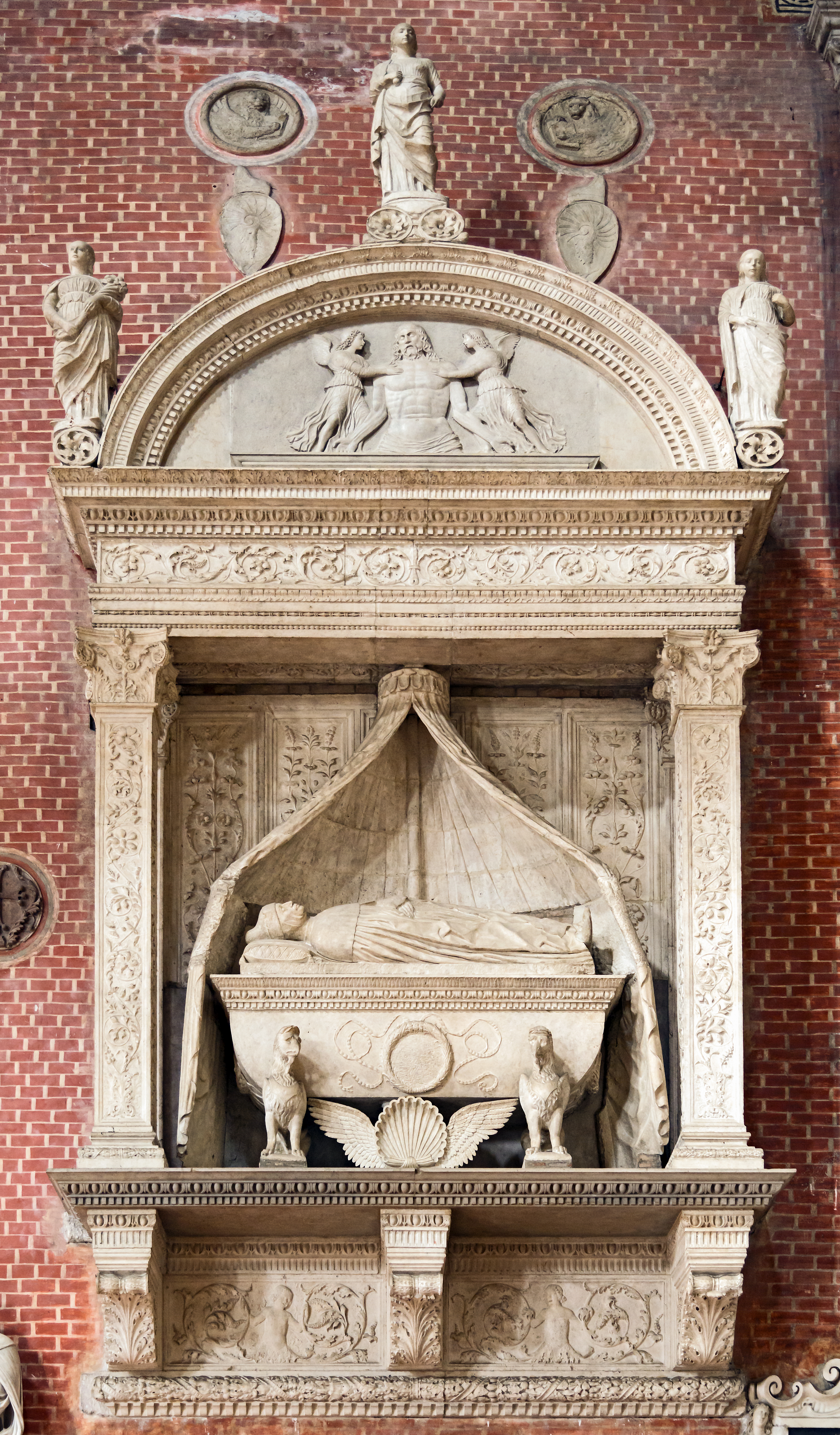
Его могила Санти-Джованни-э-Паоло (Венеция)

Паскуале Малипьеро (итал. Pasquale Malipiero; 1392, Венеция — 1 мая 1462, Венеция) — 66-й венецианский дож.

## Биография
До избрания дожем Малипьеро служил на военной и дипломатической службе. Был избран прокуратором.
Состоял в браке с Джованной Дандоло, имел трёх сыновей и дочь.

## Правление
Паскуале Малипьеро был избран дожем 30 октября 1457 года в возрасте 65 лет, когда бывший дож Фоскари был ещё жив. Через два дня после смерти своего предшественника новый дож принял участие в государственных похоронах (несмотря на протесты вдовы), причём на церемонии он присутствовал будучи облачённым в сенаторское одеяние.
Малипьеро был выдвинут на должность дожа теми семействами, которые ранее находились в оппозиции предыдущему правителю, и условия, навязанные ему, напрочь сковали его собственную инициативу. Часто он отказывался принимать даже самые простые решения без предварительного согласования. В глазах горожан новый дож проигрывал сравнение со своим предшественником, который всегда действовал уверенно, самостоятельно, поэтому особого уважения к новому правителю люди не испытывали. Современники характеризовали Малипьеро как слабохарактерного, ничем не выделяющегося человека.
Курс, избранный Малипьеро, был полностью противоположен военной политике предшественника Паскуале — Франческо Фоскари.
Во время правления дожа Республика находилась в состоянии стабильности и мира. Благодаря этому Паскуале Малипьеро вошёл в историю с прозвищем dux pacificus, что означает мирный князь.
В 1458 году Паскуале Малипьеро подписал ряд законов, которые ограничили власть Совета десяти.
В 1459 году папа Пий II потребовал от Венеции прислать галеры для участия в новом крестовом походе против неверных, но дож уклонился от этого решения, придумывая различные предлоги.
Надгробие дожа находится в боковом нефе собора Санти-Джованни-е-Паоло. Скульптуры аллегорических фигур мира и справедливости над надгробием выполнены Пьетро Ломбардо.